# Nuno Tavares
Pour les articles homonymes, voir Tavares.
Nuno Tavares, né le 26 janvier 2000 à Lisbonne au Portugal, est un footballeur international portugais qui évolue au poste de latéral gauche à la SS Lazio.

## Biographie

### Carrière en club

#### Benfica Lisbonne (2015-2021)
Né à Lisbonne au Portugal, Nuno Tavares est formé par le Casa Pia AC, il passe également par le Sporting Portugal avant de retourner dans son club initial. En 2015 il rejoint le centre de formation du Benfica Lisbonne et commence à jouer avec l'équipe réserve en 2018.
Le 4 août 2019, Nuno Tavares joue son premier match avec l'équipe première lors de la Supercoupe du Portugal, que Benfica dispute face au Sporting Portugal. Il est titularisé ce jour-là et prend part à l'intégralité de la rencontre, que son équipe domine largement puisqu'ils s'imposent sur le score de cinq buts à zéro. Il remporte donc le premier trophée de sa carrière pour son premier match. Une semaine plus tard, le 10 août, il fait ses débuts en Liga NOS, pour la première journée de la saison 2019-2020, où Benfica accueil Paços de Feirreira. Il est titulaire lors de cette partie et son équipe s'impose à nouveau sur le score de cinq buts à zéro, et la prestation de Nuno Tavares n'y est pas étrangère puisqu'il inscrit son premier but et délivre deux passes décisives lors de cette rencontre,.

#### Arsenal FC
Le 10 juillet 2021, Nuno Tavares s'engage en faveur de l'Arsenal FC pour un contrat courant jusqu'en juin 2025. Le coût du transfert est estimé à huit millions d'euros, plus deux de bonus. Il choisit de porter le numéro 20,. 
Il joue son premier match sous ses nouvelles couleurs le 13 août 2021, lors de la première journée de la saison 2021-2022 de Premier League face au Brentford FC. Il entre en jeu à la place de Calum Chambers lors de cette rencontre perdue par son équipe (2-0 score final),. Il obtient sa première titularisation avec son nouveau le 25 août 2021, lors du troisième tour de la Carabao Cup face à West Bromwich Albion (Victoire 0-6 d'Arsenal). Tavares est titulaire pour la première fois en Premier League à la suite de la blessure de l'habituel titulaire Kieran Tierney lors de la réception d'Aston Villa le 22 octobre 2021 (Victoire 3-1 d'Arsenal).
Tavares inscrit son premier but pour Arsenal le 23 avril 2022, lors d'une rencontre de championnat face à Manchester United. Titulaire ce jour-là, il ouvre le score et participe à la victoire de son équipe par trois buts à un,.

#### Olympique de Marseille
Le 30 juillet 2022, Nuno Tavares rejoint l'Olympique de Marseille. Le joueur est prêté pour une saison par Arsenal, sans option d'achat,. 
Lors de son premier match officiel avec le club marseillais, le 7 août 2022, lors de la première journée de la saison 2022-2023 de Ligue 1 face au Stade de Reims, Tavares se fait remarquer en inscrivant son premier but sous ses nouvelles couleurs, et participe ainsi à la victoire des siens (4-1 score final),. Tavares se montre de nouveau décisif lors de la journée suivante, le 14 août face au Stade brestois 29, en ouvrant le score. L'OM ne parvient toutefois pas à s'imposer ce jour-là (1-1 score final),. Le 2 janvier 2023 en déplacement à Montpellier, le portugais commet une faute d'antijeu qui lui vaut 3 matchs de suspension.

#### Nottingham Forrest
Le 1er septembre 2023, Nuno Tavares est prêté pour une saison à Nottingham Forest. Il s'agit d'un prêt payant avec une option d'achat. 
Tavares joue son premier match pour Nottingham Forest le 2 septembre 2023, lors d'une rencontre de championnat face au Chelsea FC. Il entre en jeu et son équipe l'emporte par un but à zéro.

#### Lazio Rome
Le 15 juillet 2024, Nuno Tavares est prêté pour une saison en Serie A à la SS Lazio. Il s'agit d'un prêt avec une obligation d'achat à 12 millions d'euros si certaines conditions sont remplies. Il va découvrir un quatrième championnat.
Sous les ordres de Marco Baroni (en), Nuno Tavares s'impose comme un titulaire, délivre plusieurs passes décisives et participe à la première partie de saison réussie des Biancocelesti. 
Le 5 juin 2025, Nuno Tavares s'engage définitivement avec le club romain. Il signe un contrat courant jusqu'en juin 2029’. 

### Carrière internationale
De 2018 à 2019, Nuno Tavares est sélectionné avec l'équipe du Portugal des moins de 19 ans. Avec cette sélection il joue 14 matchs pour un but. Il marque ce seul but contre la Turquie le 23 mars 2019. Il délivre également une passe décisive ce jour-là et son équipe s'impose par trois buts à zéro.
Le 10 septembre 2019, il joue son premier match avec les espoirs, contre la Biélorussie. Ce match gagné 0-2 rentre dans le cadre des éliminatoires de l'Euro espoirs 2021. Le 7 octobre 2021, il inscrit son premier but avec les espoirs, contre le Liechtenstein. Il délivre également deux passe décisives lors de cette rencontre. Ce match gagné sur le score fleuve de 11-0 rentre dans le cadre des éliminatoires de l'Euro espoirs 2023.

## Statistiques
| Saison                | Club                          | Championnat           | Championnat | Championnat | Championnat | Coupe nationale | Coupe nationale | Coupe nationale | Coupe de la Ligue | Coupe de la Ligue | Coupe de la Ligue | Supercoupe | Supercoupe | Supercoupe | Compétition(s) continentale(s) | Compétition(s) continentale(s) | Compétition(s) continentale(s) | Compétition(s) continentale(s) | Portugal | Portugal | Portugal | Total | Total | Total |
| Saison                | Club                          | Division              | M.          | B.          | P.d.        | M.              | B.              | P.d.            | M.                | B.                | P.d.              | M.         | B.         | P.d.       | Comp.                          | M.                             | B.                             | P.d.                           | M.       | B.       | P.d.     | M.    | B.    | P.d.  |
| 2019-2020             | Benfica Lisbonne              | Liga NOS              | 11          | 1           | 4           | 1               | 0               | 0               | 3                 | 0                 | 0                 | 1          | 0          | 0          | C1+C3                          | 0+0                            | 0+0                            | 0+0                            | -        | -        | -        | 16    | 1     | 4     |
| 2020-2021             | Benfica Lisbonne              | Liga NOS              | 14          | 0           | 0           | 4               | 0               | 2               | 1                 | 0                 | 0                 | 1          | 0          | 0          | C1+C3                          | 0+5                            | 0                              | 0                              | -        | -        | -        | 25    | 0     | 2     |
| Sous-total            | Sous-total                    | Sous-total            | 25          | 1           | 4           | 5               | 0               | 2               | 4                 | 0                 | 0                 | 2          | 0          | 0          | -                              | 5                              | 0                              | 0                              | -        | -        | -        | 41    | 1     | 6     |
| 2021-2022             | Arsenal FC                    | Premier League        | 22          | 1           | 1           | 1               | 0               | 0               | 5                 | 0                 | 1                 | -          | -          | -          | -                              | -                              | -                              | -                              | -        | -        | -        | 28    | 1     | 2     |
| 2022-2023             | Olympique de Marseille (prêt) | Ligue 1               | 31          | 6           | 0           | 2               | 0               | 0               | -                 | -                 | -                 | -          | -          | -          | C1                             | 6                              | 0                              | 0                              | -        | -        | -        | 39    | 6     | 0     |
| 2023-2024             | Nottingham Forest (prêt)      | Premier League        | 8           | 0           | 0           | 4               | 0               | 0               | -                 | -                 | -                 | -          | -          | -          | -                              | -                              | -                              | -                              | -        | -        | -        | 12    | 0     | 0     |
| 2024-2025             | Lazio Rome (prêt)             | Serie A               | 23          | 0           | 8           | 1               | 0               | 0               | -                 | -                 | -                 | -          | -          | -          | C3                             | 6                              | 0                              | 1                              | 1        | 0        | 0        | 31    | 0     | 9     |
| Total sur la carrière | Total sur la carrière         | Total sur la carrière | 108         | 8           | 12          | 13              | 0               | 2               | 9                 | 0                 | 1                 | 2          | 0          | 0          | -                              | 17                             | 0                              | 1                              | 1        | 0        | 0        | 150   | 8     | 16    |

## Palmarès

### En club
Benfica Lisbonne
- Supercoupe du Portugal (1) :
  - Vainqueur : 2019.

### Distinctions personnelles
Olympique de Marseille
- Olympien du mois en août 2022